# مدورة (ريمة)
مدوره هي إحدى قرى مديرية السلفية بمحافظة ريمة اليمنية، بلغ تعداد سكانها 1502 نسمة حسب إحصاء اليمن لعام 2004.